# Ostealgie
Ostealgie (veraltet auch Ostalgie; von altgriechisch ὀστέον ostéon, deutsch ‚Knochen‘ und altgriechisch ἄλγος algos, deutsch ‚Schmerz‘) sind Schmerzen, die im Knochen verspürt werden. Sie können als unspezifisches Symptom bei zahlreichen Krankheiten auftreten, darunter Krebserkrankungen und Knochenkrankheiten. Nach dem Ort des Auftretens unterscheidet man generalisierte und lokalisierte Knochenschmerzen. Häufig ist der Schmerz schwer zu lokalisieren.

## Ursachen

### Pathogenese
Die Entstehung von Knochenschmerz ist ein komplexer Vorgang, der noch nicht vollständig geklärt ist. Neben mechanischen Faktoren wie erhöhter Druck in den Markräumen, Biegungen des Knochens, Dehnungen des Periosts/Endosts und Zerstörung von Knochengewebe spielen humorale, entzündliche und nervale Faktoren eine Rolle.
Bei Krebserkrankungen wachsen Krebszellen in gesundes Gewebe ein und zerstören es. Diese können lange unbemerkt bleiben, bis Nerven betroffen sind und Wunden entstehen. Knochentumore oder Metastasen üben Druck auf Knochenhäute aus. Das Tumorwachstum kann auch kleinere oder größere Knochenbrüche verursachen, die Schmerzen verursachen.
Bei der Volkskrankheit Osteoporose, die insbesondere ältere Frauen betrifft, wird die Knochensubstanz fortschreitend abgebaut, die Knochen werden instabiler und brüchiger. Das kann zu Knochenschmerzen führen, vor allem im Rückenbereich.

### Zugrundeliegende Krankheiten
Vielerlei Krankheiten können zu Knochenschmerzen führen oder beitragen, darunter
- Krebsformen:
  - Malignom
  - Lymphom
  - Neuroblastom
  - Skelettmetastasen
  - Leukämie

- Myeloproliferative Neoplasien:
  - Osteomyelosklerose
  - Systemische Mastozytose

- Knochenkrankheiten:
  - Osteoporose
  - Frakturen
  - Osteomalazie
  - Rachitis
  - Glasknochenkrankheit
  - McCune-Albright-Syndrom
  - Hypophosphatasie

- Ernährung und Bewegung:
  - Adipositas
  - Essstörungen
  - Vitamin-D-Mangel
  - Bewegungsmangel

- Sonstiges:
  - Arthrose
  - Entzündungen, z. B. Osteomyelitis
  - Rheumatische Erkrankungen
  - Muskelverspannungen
  - AIDS
  - Lepra
  - Wachstumsschmerzen
  - Schmerzverstärkungssyndrome

## Knochenschmerzen und Krebs
Knochenschmerzen sind ein häufiges Symptom bei Krebs. Sie sind eine häufige Form von Schmerzen mit nozizeptivem oder neuropathischem Charakter. Metastasen, die das Skelettsystem befallen, sind das häufigste Malignom des Knochens und treten bei bis zu 70 % aller Patienten mit einem Tumor, abhängig vom Primärtumor auf. Mehr als die Hälfte der Patienten mit ossären Metastasen berichten über Knochenschmerzen, nachdem die Metastasen festgestellt wurden. Im Verlauf der Erkrankung sind die Knochenschmerzen meist ein konstantes Symptom, das an Intensität zunimmt.
Der vom Knochen ausgehende Schmerz kann verschiedene Ursachen haben. In 85 % der Fälle handelt es sich um einen durch den Tumor bedingten Schmerz. Ein durch die Therapie ausgelösten Schmerz verspüren 17 % der Betroffenen. Bei 9 % wird der Schmerz durch den Tumor assoziiert, entsteht also nicht direkt durch den Tumor oder Metastasen, sondern es handelt sich eher um eine allgemeine Schwächung des Körpers. Die verschiedenen Schmerzarten liegen bei 70–80 % nicht einzeln, sondern zwei oder mehr dieser Schmerzen liegen vor.
Es ist möglich, dass der Schmerz in andere Regionen ausstrahlt. Beispielsweise können Metastasen in der Hals- und oberen Brustwirbelsäule nicht nur lokal Schmerzen verursachen, sondern auch in Nacken und Schultern.

## Knochenschmerzen im Kindes- und Jugendalter
Knochenschmerzen sind das wichtigste Leit- und Einzelsymptom bei bösartigen Erkrankungen im Kinder- und Jugendalter. Im Kindesalter tritt bei Leukämie und beim Neuroblastom ein diffuser Knochenschmerz auf, beim Knochentumor ist es ein lokalisierbarer Schmerz. Beim Neuroblastom kann das häufige Symptom Knochenschmerzen zu Fehldiagnosen wie rheumatische Erkrankungen oder Osteomyelitis führen.
Unter diffusen Knochenschmerzen versteht man ein wanderndes Beschwerdebild. Besonders Leukämie löst diese Schmerzen aus. Der Patient hat vorwiegend in den langen Röhrenknochen der Arme und Beine Beschwerden. Die Schmerzen wandern im Laufe der Erkrankung innerhalb des Knochens.
Lokalisierter Knochenschmerz betrifft einen bestimmten Ort oder Abschnitt des Knochens. Beim Osteosarkom ist es die Metaphyse des Röhrenknochens. Auch das Ewing-Sarkom ist ein lokalisierter Knochentumor, der besonders im Kindes- und Jugendalter auftritt. Es bildet sich an der Diaphyse.
Knochenschmerzen können auch im Zusammenhang mit Wachstumsschmerzen stehen, die häufig bei Mädchen im Alter von vier bis sechs Jahren auftreten. Wachstumsschmerzen äußern sich als nächtliche Schmerzen in den unteren Extremitäten mit Ausnahme der Gelenke. Sie treten meist beidseitig auf und halten für kurze Zeit an, ohne intensiver zu werden. Das Gangbild ist unauffällig, sportliche Aktivitäten sind unbeeinträchtigt.

## Diagnose
Das unspezifische Symptom Knochenschmerz mit einer Vielzahl von möglichen Ursachen stellt Ärzte bei der Diagnose vor ein Problem. Beispielsweise können Knochenschmerzen mit Verspannungen der Muskulatur verwechselt werden. Eine sorgfältige Anamnese ist wichtig, wobei Kinder Schwierigkeiten haben können, die Schmerzen genau zu beschreiben. Eine Dokumentation der Schmerzen durch den Patienten kann hilfreich sein.
Bei der Anamnese werden die Dauer, die Intensität, der Charakter, die Lokalisation, die Ausstrahlung und das zeitliche Muster vom behandelnden Arzt erfragt. Zu den Schmerztypen zählen ein dumpfer Dauerschmerz, ein bewegungsabhängiger Schmerz, der eher auf Entzündungen zurückzuführen ist, und ausstrahlender neurogener Schmerz. In vielen Fällen ist Knochenschmerz eher diffus und nur schwer einem Ort zuzuordnen. Lokalisierbarer Schmerz ist typischerweise durch Röntgenbilder zu erkennen.
Häufig ist eine Kombination verschiedener bildgebender Verfahren notwendig. Röntgenaufnahmen wie die Projektionsradiographie eignen sich für die sofortige Abklärung. Die klassische Screeninguntersuchung ist die Skelettszintigrafie. Auch die (Niedrigdosis-)Computertomographie, das Ganzkörper-MRT oder die PET-CT werden zur Diagnose verwendet.

## Therapie und Schmerzreduktion
Da vielfältige Krankheiten zu Knochenschmerzen führen können, gibt es auch diverse Therapieansätze. Ein Beispiel für eine kausale Therapie ist die Gabe von Vitamin D, falls Vitamin-D-Mangel als Ursache festgestellt wurde.
Oft ist eine symptomatische Schmerztherapie nötig. Bei leichten bis mittelschweren Schmerzen bieten sich NSAR, Ibuprofen, Paracetamol, Diclofenac und Metamizol an. Die Weltgesundheitsorganisation empfiehlt für die medikamentöse Schmerztherapie ein dreistufiges Vorgehen (siehe WHO-Stufenschema).